# دهستان موزاران
موزاران، دهستانی است از توابع بخش مرکزی شهرستان ملایر در استان همدان ایران است.

## جمعیت
براساس سرشماری سال ۱۳۸۵ جمعیت آن ۸٬۸۸۳ نفر (۲٬۴۴۵ خانوار) بوده است.